# Lista do Patrimônio Mundial na Costa do Marfim
A Organização das Nações Unidas para a Educação, a Ciência e a Cultura (UNESCO) propôs um plano de proteção aos bens culturais do mundo, através do Comité sobre a Proteção do Património Mundial Cultural e Natural, aprovado em 1972. Esta é uma lista do Patrimônio Mundial existente na Costa do Marfim, especificamente classificada pela UNESCO e elaborada de acordo com dez principais critérios cujos pontos são julgados por especialistas na área. A Costa do Marfim, país litorâneo do oeste africano banhado pelo Golfo da Guiné e de grande variedade étnica e cultural devido ao seu histórico como rota de comércio colonial, ratificou a convenção em 9 de janeiro de 1981, tornando seus locais históricos elegíveis para inclusão na lista.
Os primeiros sítios da Costa do Marfim reconhecidos pela UNESCO foram designados Patrimônio Mundial por ocasião da 5ª Sessão do Comité do Patrimônio Mundial, realizada em Sydney (Austrália) em 1981. Na ocasião, a Costa do Marfim teve designado o sítio Reserva Natural Integral do Monte Nimba, compartilhado com a Guiné e, posteriormente, incluído na Lista do Patrimônio Mundial em perigo desde 1992 em decorrência dos conflitos armados locais que ameaçam a estabilidade e conservação natural da área do sítio. Desde a mais recente adesão, a Costa do Marfim totaliza 4 sítios declarados Patrimônio Mundial pela UNESCO, sendo 3 deles de classificação natural e 1 sítio de classificação cultural. 

## Bens culturais e naturais
A Costa do Marfim conta atualmente com os seguintes sítios declarados como Patrimônio da Humanidade pela UNESCO:
| | Reserva Natural Integral do Monte Nimba |
| Bem natural inscrito em 1981, em perigo desde 1992. |                                         |
| Localização: Dix-Huit Montagnes |                                         |
| Este bem é compartilhado com: Guiné. |                                         |
| Localizado nos confins da Guiné, Libéria e Costa do Marfim, o Monte Nimba domina uma paisagem de savana circundante. Suas encostas, cobertas por uma floresta densa que cresce ao pé de prados de grama, abrigam uma flora e fauna de riqueza especial, com espécies endêmicas como o sapo viviparas ou chimpanzés que usam pedras como utensílios. (UNESCO/BPI) |                                         |

| | Parque nacional de Taï |
| Bem natural inscrito em 1982. |                        |
| Localização: Moyen-Cavally / Bas-Sassandra |                        |
| Este parque é um dos últimos vestígios principais da floresta tropical primária da África Ocidental. Sua rica flora natural e espécies de mamíferos ameaçadas – como hipopótamo pigmeu e onze variedades de macacos – lhe dão grande interesse científico. (UNESCO/BPI) |                        |

| | Parque nacional do Comoé |
| Bem natural inscrito em 1983. |                          |
| Localização: Zanzan |                          |
| Este parque é uma das mais vastas áreas protegidas da África Ocidental e é caracterizado pela grande diversidade de sua vegetação. Devido à presença do rio Comoé, é possível encontrar nele associações de plantas que geralmente só são dadas mais ao sul, como savanas de arbustos e ilhotas de floresta tropical densa. (UNESCO/BPI) |                          |

| | Cidade Histórica de Grand-Bassam |
| Bem cultural inscrito em 2012. |                                  |
| Localização: Sud-Comoé |                                  |
| A primeira capital colonial da Costa do Marfim é um exemplo de uma cidade colonial do final do século XIX e início do século XX com planejamento que inclui bairros especializados em comércio, administração, habitação para europeus e habitação para africanos. O local inclui a vila de pescadores africana de N'zima, e exemplos de arquitetura colonial marcada por habitações funcionais com inúmeras galerias e jardins. Grand-Bassam era o porto mais importante, bem como o centro jurídico de Cote d'Ivoire. É também uma prova das complexas relações sociais entre europeus e africanos e dos movimentos de independência nos quais eles lideraram. Além disso, foi o principal nó do comércio francês no Golfo da Guiné que precedeu a atual Costa do Marfim e atraiu populações de todas as áreas da África, Europa e Levante Mediterrâneo. (UNESCO/BPI) |                                  |